# (1977) Shura
(1977) Shura es un asteroide que forma parte del cinturón de asteroides y fue descubierto por Tamara Mijáilovna Smirnova desde el Observatorio Astrofísico de Crimea, Naúchni, el 30 de agosto de 1970.

## Designación y nombre
Shura fue designado al principio como 1970 QY.
Posteriormente, se nombró en honor de Aleksandr Anatólevich «Shura» Kosmodemyanski, héroe de la Unión Soviética, muerto en la Segunda Guerra Mundial.

## Características orbitales
Shura orbita a una distancia media de 2,781 ua del Sol, pudiendo alejarse hasta 2,982 ua. Su inclinación orbital es 7,766° y la excentricidad 0,07247. Emplea en completar una órbita alrededor del Sol 1694 días.